# Monarchie de Habsbourg
1526–1804
Entités précédentes :
- Territoires héréditaires des Habsbourg
- Pays de la couronne de Bohême (1526)
- Royaume de Hongrie (1526)
- Principauté de Transylvanie (1691 et 1699)
- Sultanat-califat ottoman :
 Provinces de la Hongrie ottomane (1699)
 Pachalik de Temeșvar, Serbie ottomane (1718)
- Monarchie espagnole (1713) :
 Pays-Bas espagnols
  Duché de Milan
- Principauté de Valachie :
 Banat de Severin (1718)
- République des Deux Nations (1772 et 1795)
- Principauté de Moldavie (1775)
- République de Venise (1797)

Entités suivantes :
- Empire d'Autriche (1804)
- Principauté de Valachie :
 Banat de Severin (1739)
- Sultanat-califat ottoman :
 Serbie ottomane (1739)
- Royaume de Prusse (1748)
- République française (1795)
- République transpadane (1796)

Couronne de Rodolphe II.

Le terme monarchie des Habsbourg (/abzbuʁ/, en allemand : Habsburgermonarchie) peut, dans la littérature historique, désigner trois étapes de l'évolution de ce qui est également appelé empire des Habsbourg ou, plus rarement, monarchie d'Autriche :
- au sens strict dans l'historiographie moderne, l'ensemble des territoires européens gouvernés directement par la branche cadette autrichienne de la maison de Habsbourg puis par la maison de Habsbourg-Lorraine jusqu'aux guerres napoléoniennes, à distinguer des possessions de la maison de Habsbourg en Espagne et aussi des États immédiats du Saint-Empire sous la suprématie indirecte des Habsbourg en tant qu'empereurs romains germaniques ;
- au sens élargi l'empire d'Autriche défini en 1804 ;
- au sens élargi encore, l'Autriche-Hongrie définie en 1867 et également appelée « monarchie danubienne » ou « double-monarchie ».

Cet article décrit la monarchie de Habsbourg au sens strict, c'est-à-dire essentiellement les territoires héréditaires des Habsbourg, incluant les pays de la couronne de Bohême et du royaume de Hongrie en union personnelle depuis 1526, jusqu'au début de l'époque contemporaine en 1804.
La politique matrimoniale de la lignée autrichienne descendant de Ferdinand Ier, frère cadet de l'empereur Charles Quint, lui a assuré la domination sur un grand espace d'Europe centrale. Depuis le mariage de l'archiduchesse Marie-Thérèse d'Autriche et François-Étienne de Lorraine en 1736, la dynastie porte le nom de Habsbourg-Lorraine.
Face au sacre de Napoléon Ier en 1804, le dernier empereur romain germanique François II créa le titre d'empereur d'Autriche. Ainsi naquit l'empire d'Autriche, que la dynastie de Habsbourg-Lorraine gouverna jusqu'au compromis austro-hongrois de 1867, qui créa l'Autriche-Hongrie gouvernée en union réelle jusqu'à sa dislocation en 1918.

## Chronologie et expansion

### Origines

Les duchés d'Autriche (en rouge) de Styrie (strié) au XIIIe siècle.

Les origines de la monarchie de Habsbourg remontent au Moyen Âge, quand le comte Rodolphe de Habsbourg est élu « roi des Romains » (empereur germanique) le 1er octobre 1273, terminant le « grand Interrègne » qui durait depuis la mort de l'empereur Frédéric II en 1250. Ses terres d'origine étaient inclus dans l'ancien duché de Souabe, centrés sur la région entre les rivières Reuss et Aar autour du château de Habsbourg. Après avoir défait son rival le roi Ottokar II de Bohême à la bataille de Marchfeld en 1278, il inféoda les duchés d'Autriche et de Styrie, patrimoine uni de la maison éteinte des Babenberg, à ses fils Albert et Rodolphe II.
Albert est élu empereur germanique en 1298, succédant à son père ; néanmoins, son assassinat dix ans plus tard porte un coup sérieux à l'ambition de la dynastie. Les Habsbourg doivent se battre pour le pouvoir contre la maison de Luxembourg et les Wittelsbach : le fils aîné d'Albert, Rodolphe III, perdit au bout de quelques années le trône de Bohême ; son frère cadet Frédéric le Bel, antiroi germanique à partir de 1314, est battu par Louis IV de Wittelsbach à la bataille de Mühldorf en 1322.
En même temps, cependant, les membres de la famille ont adopté une politique vigoureuse dans le sud-est du Saint-Empire : lors de l'extinction de la branche tyrolienne de la maison de Goritz, à la mort du duc Henri en 1335, le duché de Carinthie avec la marche de Carniole et la marche windique rejoignent les possessions des Habsbourg, suivi du comté de Tyrol en 1363. Le duc Rodolphe IV d'Autriche, dit le Fondateur, avait rédigé le Privilegium Maius en 1358/1359 confèrant à ses duchés de grands privilèges qui constituent le fondement du rapprochement des « pays autrichiens ». D'autre part, de nombreuses propriétés en Souabe furent irrémédiablement perdues à la suite de la fondation de la Confédération suisse. Les territoires qui demeurèrent entre les mains des Habsbourg se trouvent rassemblés sous la suprématie de l'Autriche antérieure. À partir de 1375, les divers comtés du Vorarlberg sont achetés les uns après les autres.
Après l'extinction de la lignée des Luxembourg en 1437, enfin, le duc Albert V d'Autriche prendra la succession de l'empereur Sigismond, son beau-père, en tant que roi des Romains, roi de Bohême et roi de Hongrie. Une fois encore, les Habsbourg perdirent leur union des pays concernés à la mort prématurée de Ladislas, fils d'Albert V, en 1457. Son cousin Frédéric III, élu roi des Romains en 1440 et couronné empereur en 1452, a réglé la succession à la tête de la Hongrie et la Bourgogne posant ainsi les bases de l'empire européen des Habsbourg.

### Expansion territoriale

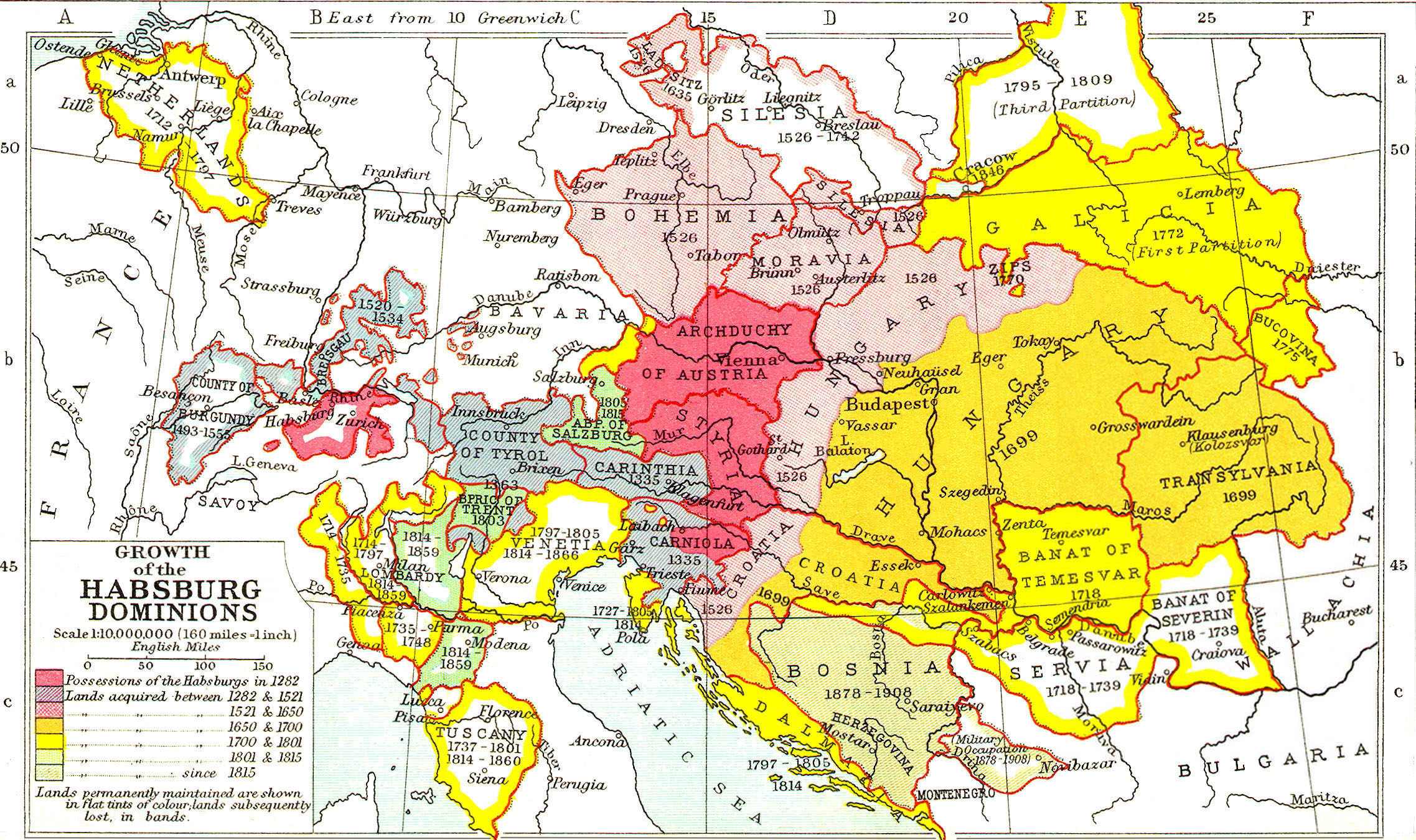
Croissance territoriale de l'empire des Habsbourg d'Autriche de 1282 à 1918.

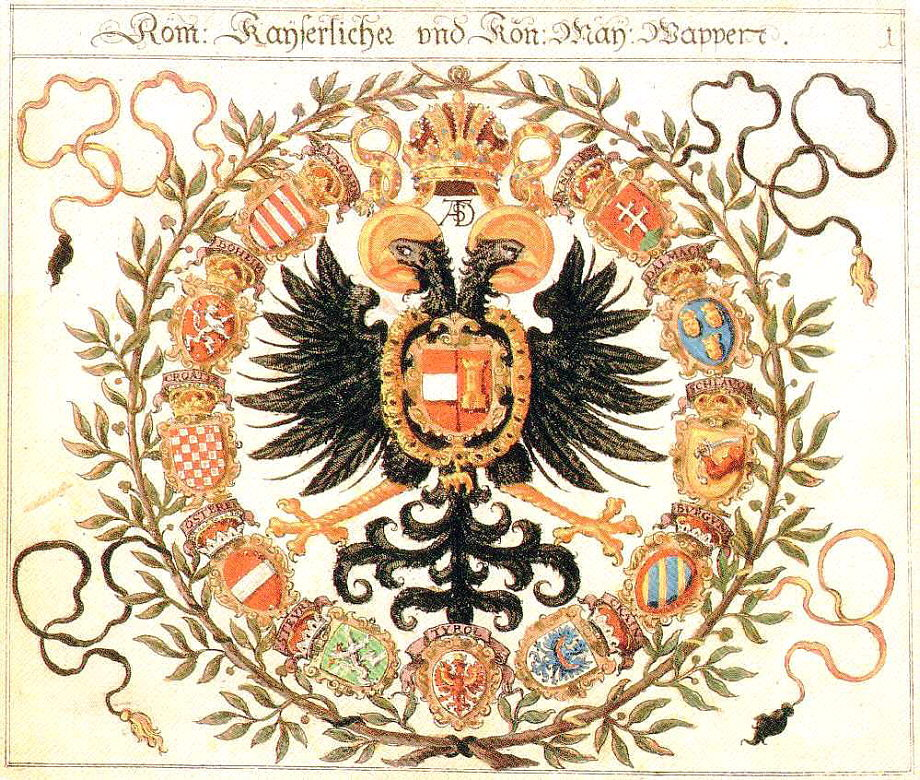
Blason de l'Empereur Habsbourg montrant l'étendue de ses possessions territoriales (1605).

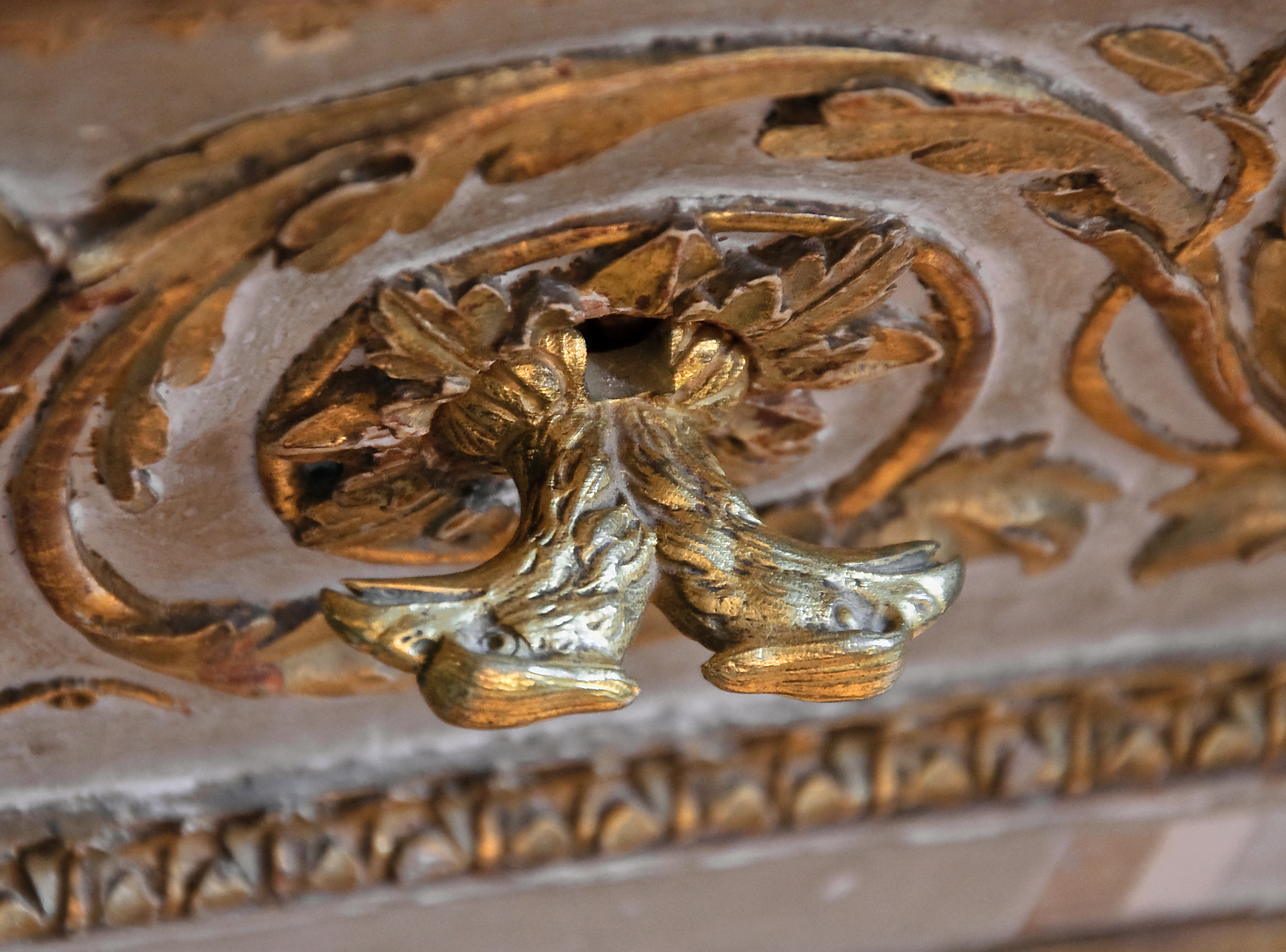
Poignée en forme d'aigle habsbourgeoise, petit appartement de la reine à Versailles.

Le mariage de l'archiduc Maximilien d'Autriche, fils de Frédéric III, et de Marie de Bourgogne le 19 août 1477 marque le début de la monarchie universelle des Habsbourg. En 1496, l'archiduc Philippe le Beau, fils de Maximilien, épousa Jeanne la Folle, héritière des couronnes espagnoles de Castille et d'Aragon.
À la Diète de Worms en 1521, l'empereur Charles Quint et son frère cadet Ferdinand Ier ont décidé de partager leurs domaines : selon les termes de cet accord, Ferdinand était souverain des pays autrichiens ; après la mort du roi Louis II Jagellon à la bataille de Mohács en 1526, il acquiert également les deux royaumes de Bohême et de Hongrie par son mariage avec Anne Jagellon. Ses domaines triplent presque leur superficie et quadruplent leur population par l'acquisition des pays de la couronne de Bohême (incluant le margraviat de Moravie, la Silésie et les Lusaces) et de la Hongrie royale (avec la « Haute-Hongrie », en gros l'actuelle Slovaquie, et la Croatie). La séparation entre la branche espagnole et la branche autrichienne intervint à l'abdication de Charles Quint en 1556.
Malgré des pertes initiales, la série de guerres et de traités de paix qui suivent vont encore doubler la superficie et la population de la monarchie des Habsbourg par rapport à ce qu'elle était en 1556 :
- 1618 et années suivantes : à l'issue des guerres de Trente Ans et de Quatre-Vingts Ans, conclues par les traités de Westphalie, les Habsbourg doivent renoncer à la Lusace et au landgraviat de Haute-Alsace (ancien comté de Sundgau).
- 1648 : au cours de leur Longue Guerre contre les Ottomans, les Habsbourg agrandissent la Hongrie royale, au nord en Haute-Hongrie au détriment de la principauté de Transylvanie et au sud en Croatie au détriment de l'Empire ottoman.
- 1699 : au Traité de Karlowitz, les Ottomans cèdent aux Habsbourg la Hongrie centrale ainsi que leur statut de suzerains de la Transylvanie.
- 1711-1718 : en sept ans, aux traités de Belgrade et d'Utrecht, les Habsbourg agrandissent encore leur Empire, à l'Ouest de la Belgique, au Sud-Ouest des duchés italiens, à l'Est de la Transylvanie (en dépit de l'opposition armée de la noblesse hongroise, ici à majorité protestante) et au Sud-Est de la Serbie et du Banat pris aux Ottomans, ainsi que de l'Olténie prise aux Valaques ; ils devront cependant rendre la Serbie et l'Olténie en 1739 au traité de Passarowitz.
- 1756-1763 : guerre de Sept Ans durant laquelle les Habsbourg catholiques et les Prussiens protestants s'opposent, affaiblissant le Saint-Empire. Au traité de Hubertsbourg de 1763, les Prussiens rendent la Saxe honorifique mais économiquement modeste, mais prennent la riche Silésie.
- 1772-1775 : à l'issue des partages de la Pologne les Habsbourg compensent la perte de la Silésie en annexant en 1772 la Galicie au détriment de la Pologne (moins Cracovie qui suivra avec la Mazovie méridionale en 1795) et en 1775 la Bucovine au détriment de la Moldavie.
- 1792–1801 : aux traités de Campo-Formio et de Lunéville, à la suite des guerres contre la France révolutionnaire les Habsbourg perdent la Belgique (dont la Principauté de Liège) mais s'agrandissent en Italie et dans les Balkans des possessions de Venise (dont l'Istrie et la Dalmatie).

### Transformation en empire d'Autriche
Face au risque de dissolution du Saint-Empire romain germanique par Napoléon Ier, François II du Saint-Empire joint en 1804 à son titre d' « Empereur germanique élu des Romains » celui d' « Empereur héréditaire d'Autriche ». Au traité de Bratislava (Presbourg, Pozsony), le 26 décembre 1805, il accepte de facto la fin du Saint-Empire et devient François Ier, souverain de l'empire d'Autriche.

## Terminologie
Les chefs des dynasties de Habsbourg puis de Habsbourg-Lorraine régnèrent jusqu'en 1806 comme « empereurs des Romains » sur le Saint-Empire romain germanique, et comme rois de Hongrie et de Bohême sur ces deux royaumes, ensuite comme empereurs d'Autriche, rois de Hongrie, de Croatie-Slavonie, de Bohême-Moravie et de Galicie-Lodomérie de 1804 à 1867, et enfin comme empereurs-rois d'Autriche et de Hongrie de 1867 jusqu'en 1918.

### Maison de Habsbourg

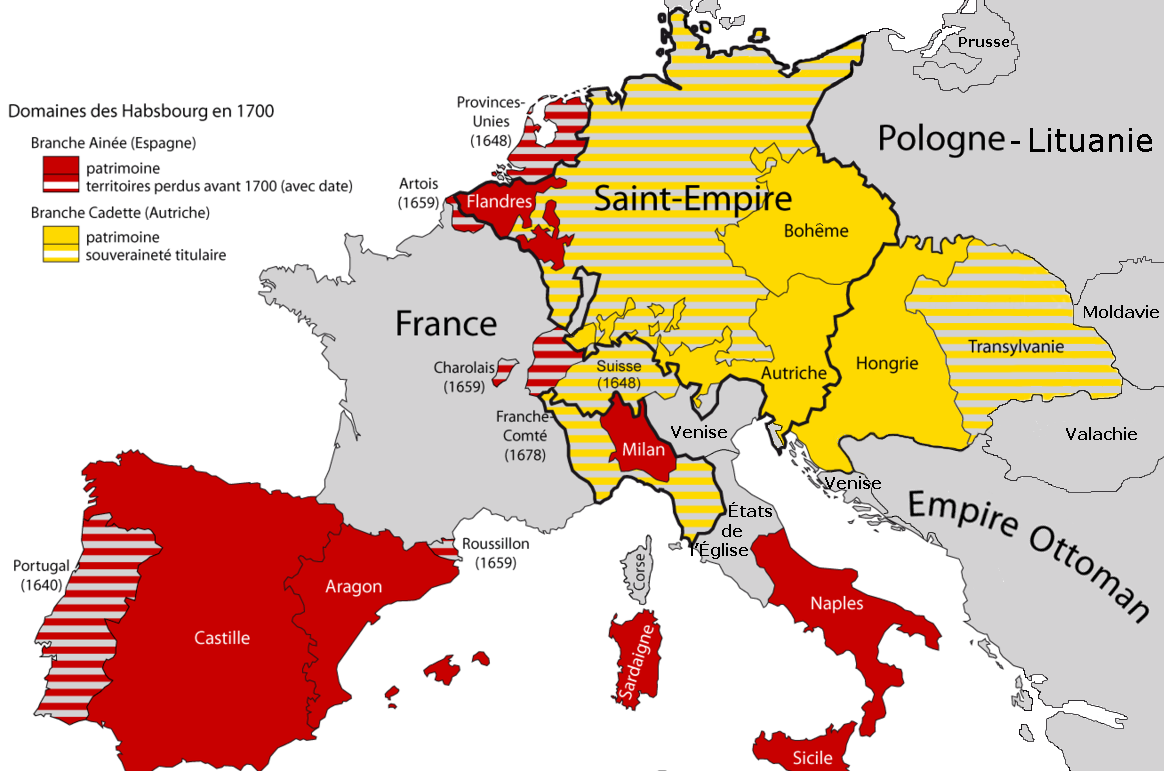
Les domaines des Habsbourg d'Autriche (en jaune) et d'Espagne (en rouge) vers l'an 1700.

Sous le nom de maison d'Autriche, la dynastie régna sur plusieurs pays d'Europe :
- empereurs du Saint-Empire durant plusieurs siècles jusqu'en 1740 et :
  - seigneurs du Duché d'Autriche (1282-1363), puis de l'Archiduché d'Autriche (1363-1780),
  - rois de Croatie (1437-1439, 1445-1457, 1526-1780),
  - rois de Hongrie (1437-1439, 1445-1457, 1526-1780),
  - rois des Espagnes (1516-1700),
  - rois du Portugal (1580-1640),
  - rois de Naples (1516-1700, 1713-1734),
  - rois de Sicile (1516-1700),
  - rois de Bohême (1306-1307, 1437-1439, 1453-1457, 1526-1780),
  - grands-princes de Transylvanie (1690-1780)

Marie-Thérèse d'Autriche fut la dernière représentante de cette maison. Les enfants qu'elle eut de son mariage avec François-Étienne de Lorraine inaugurèrent la dynastie des Habsbourg-Lorraine.

### Maison de Habsbourg-Lorraine
Seule branche légitime actuellement subsistante de la maison de Lorraine, les membres de la maison impériale et royale de Habsbourg-Lorraine sont issus du mariage du duc François III, duc de Lorraine et de Bar (1708-1765), et de Marie-Thérèse de Habsbourg (1717-1780), « roi » de Hongrie et de Bohême et archiduchesse souveraine d'Autriche.
Les membres de cette branche, héritant des possessions patrimoniales des Habsbourg et de leur vocation à l'Empire mais descendant en ligne mâle de la maison de Lorraine, accolèrent les deux noms.
Cette branche régna sur :
- le grand-duché de Toscane (de 1737 à 1860) ;
- l'archiduché puis l'empire d'Autriche, le royaume de Hongrie, le royaume de Bohême (de 1780 à 1918) ;
- le duché de Modène (de 1814 à 1859) ;
- le duché de Parme (de 1738 à 1748 et de 1814 à 1847) ;
- l'empire du Mexique (de 1864 à 1867).

En revanche ils ne régnèrent jamais sur la Lorraine ni sur le Barrois, territoires annexés en 1766 par la France, mais ils en conservent toujours les titres de duc de Lorraine et de Bar.
En 1806, le bouleversement des États germaniques par Bonaparte signa la disparition du Saint-Empire romain germanique. Cependant, en prévision de la perte de son titre d'empereur des Romains, François II se déclara lui-même empereur héréditaire d'Autriche en 1804, juste après que Bonaparte se fut déclaré empereur des Français.
Nostalgique de la gloire passée, l'ex-François II utilisa un titre officiel développé : « Nous, François le premier, par la grâce de Dieu, empereur d'Autriche ; roi de Jérusalem, Hongrie, Bohême, Dalmatie, Croatie, Slavonie, Galicie, et Lodomérie ; archiduc d'Autriche ; duc de Lorraine, Salzbourg, Wurtzbourg, Franconie, Styrie, Carinthie, et Carniole ; grand-duc de Cracovie ; prince de Transylvanie ; margrave de Moravie ; duc de Sandomir, Masovie, Lublin, Haute et Basse-Silésie, Auschwitz et Zator, Teschen, et Frioul ; prince de Berchtesgaden et Mergentheim ; prince-comte de Habsbourg, Gorizie, et Gradisce et du Tyrol ; et margrave des Haute et Basse-Lusace et d'Istrie ».
Son titre d'usage resta néanmoins celui d'« empereur d'Autriche ».
En 1867, une autonomie effective fut octroyée à la Hongrie à l'intérieur de l'empire d'Autriche sous les termes du « compromis » (Ausgleich : voir Autriche-Hongrie). Le titre du chef d'État devint alors « empereur d'Autriche et roi de Hongrie », bien que l'on parle aussi d'« empereur d'Autriche-Hongrie ». En 1918, Charles Ier, dernier souverain, renonça à l'exercice du pouvoir, sans toutefois abdiquer. Il fut contraint à l'exil en 1919.

### Arbre généalogique

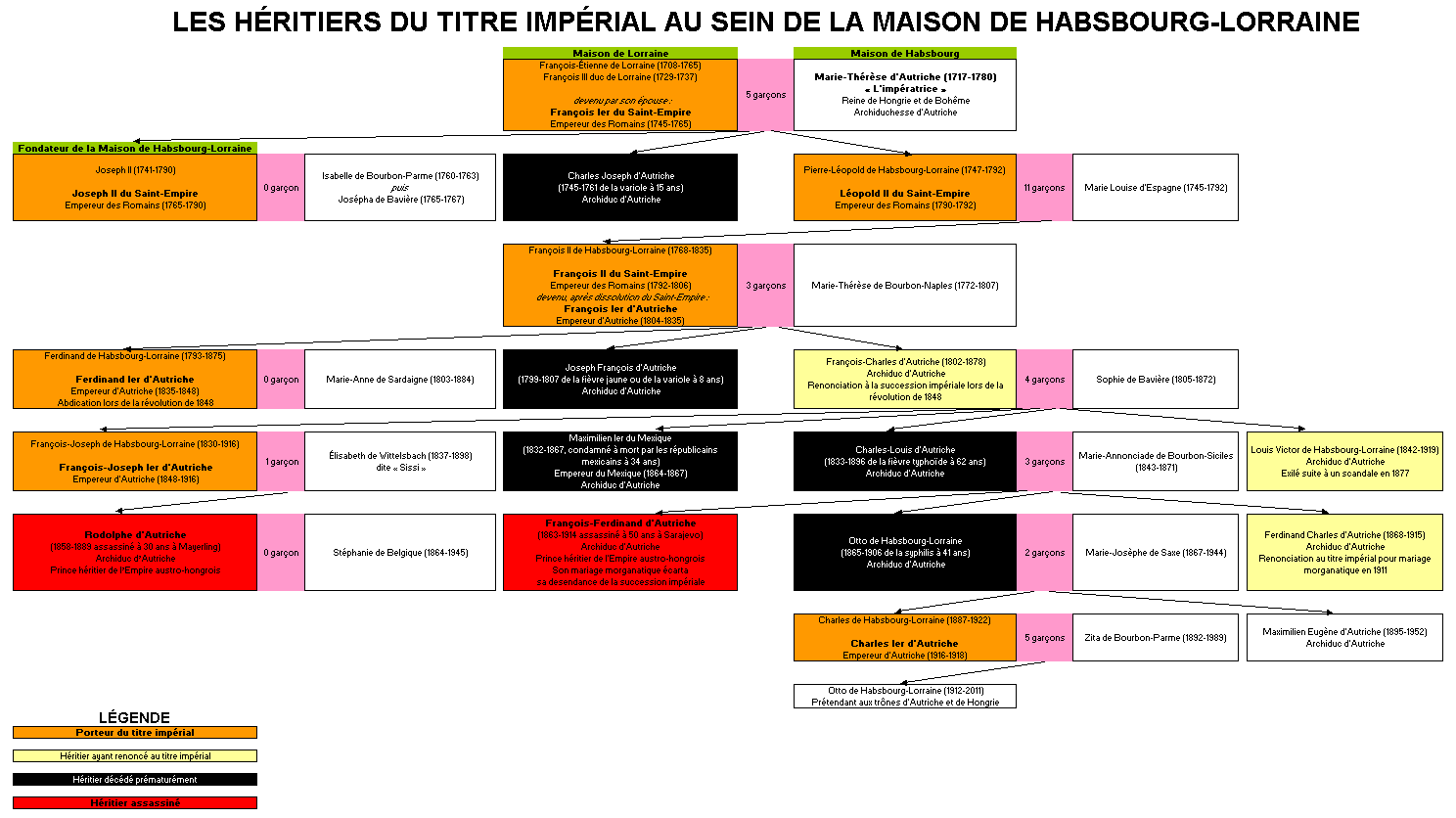
Généalogie.